# Didemnum delectum
Didemnum delectum är en sjöpungsart som beskrevs av Kott 200. Didemnum delectum ingår i släktet Didemnum och familjen Didemnidae. Inga underarter finns listade i Catalogue of Life.